# Xylotrechus reductemaculatus
Xylotrechus reductemaculatus är en skalbaggsart som beskrevs av Hayashi 1968. Xylotrechus reductemaculatus ingår i släktet Xylotrechus och familjen långhorningar. Inga underarter finns listade i Catalogue of Life.